# Skibidi
«Skibidi» es una canción del grupo ruso Little Big. La canción fue lanzada el 5 de octubre de 2018 como parte del álbum Antipositive, Pt. 2 por Warner Music Russia. Los autores fueron el líder del grupo Ilya Prusikin y el productor del grupo.
La canción alcanzó su mayor éxito en otoño de 2018. El sencillo debutó en primer lugar en Top Hits de Radio y YouTube. La canción logró un éxito aún mayor gracias al video lanzado el día del estreno del álbum. Después de eso, el nuevo flashmob Skibidi Challenge comenzó a ganar popularidad en las redes sociales. 
El 26 de enero de 2019, el video musical de Skibidi ganó la categoría Hype van het jaar en los premios Ketnet Het Gala van de Gouden K's 2018, que se celebró en la ciudad belga de Amberes. Skibidi fue nominado para los Premios ZD-2018 en las categorías "Tendencia del año" y "Exageración del año", que se presentó el 28 de febrero de 2019. El 16 de febrero de 2019, el clip Skibidi ganó el Premio Chart Dozen, ganando la categoría "Mejor Clip". El 10 de abril, se supo que la composición fue nominada en las categorías "Mejor video" y "Mejor canción en un idioma extranjero" del Premio Muz-TV 2019.

## Historia
La canción fue lanzada el 5 de octubre de 2018 como parte del álbum Antipositive, Pt. 2. Las letras fueron escritas por Ilya Prusikin y Lyubim Khomchuk. 
El 22 de febrero de 2019, el grupo lanzó un miniálbum llamado Skibidi, que incluía cinco versiones del éxito del mismo nombre a la vez: el original, extendido, romántico y dos remixes de Doorly y LAUD.
El 10 de junio de 2019, en Los Ángeles, Ubisoft presentó la nueva entrega de Just Dance 2020 en el marco de la exposición E3 2019, cuya banda sonora oficial incluía la canción Skibidi.

## Video musical
El 5 de octubre de 2018, el video oficial de Skibidi fue lanzado en YouTube, que reunió casi 10 millones de visitas en menos de tres días. El clip fue dirigido por Alina Pyazok, quien también es la productora del grupo. El 11 de octubre de 2018, la revista Mixmag, una de las publicaciones británicas de música electrónica más respetadas del mundo, publicó el videoclip en su página oficial de Facebook. El 16 de octubre de 2018, la publicación reunió 160 000 gusta y comentarios, más de 450 000 reposts y más de 40 millones de visitas. Una semana después del lanzamiento del video, más de 200 000 usuarios de YouTube se suscribieron al canal oficial de Little Big. Según las estadísticas del sitio web SocialBlade, el canal Little Big estaba en el TOP-250 de los canales de música de YouTube (a partir del 16 de octubre de 2018, el canal ocupa el puesto 149 entre todos los canales de música del mundo). El clip se convirtió en el video musical más popular de 2018 en Rusia, y obteniendo a 23 de julio de 2019 unas 258 millones de visistas.
El 18 de marzo de 2019, se lanzó un videoclip para la versión "romántica" de la canción. El clip contiene muchas referencias a los famosos videos musicales de los años 1980 y 1990 y a la música y la cultura pop de ese período en general.

### Argumento
En el clip, un baile extraño, pero bastante rítmico, lo realiza absolutamente todo y en todas partes. Al comienzo del video, el personaje principal, interpretado por Ilya Prusikin, camina por Academic Lane en San Petersburgo. En su camino todos bailan: un niño en una carriola, una estríper, policías durante la detención, un perro. Luego, en el cuadro, aparece la pequeña solista Sofya Tayurskaya, bailando con diferentes trajes, mientras que en uno de los cuadros del tocador puede ver un retrato de Ilya Prusikin con un plato con puré de papas en la mano y una colonia. En su camino, Ilich nota un puesto con televisores que muestran una grabación VHS realizada por los blogueros Eldar Dzharakhov y Danila Poperechny, así como el líder de The Hatters, Yuri Muzychenko- Después de lo cual Ilyich entra en la tienda de estilo soviético con la inscripción "Kolbasa" para vodka. Bebiendo mucho vodka, el cantante principal de Little Big va con su amante, después de lo cual se baña en la ducha, baila con ella acostada en la cama y luego se va para encontrarse con sus amigos, cuyos papeles fueron interpretados por los raperos Morgenstern y GONE. Fludd. Luego, la compañía va a la fábrica abandonada "Triángulo Rojo", donde luchan en una batalla de baile callejero, en la que incluso Godzilla participa.

### Skibidi Challenge
Cuando el clip se volvió viral, el grupo invitó a los fanáticos a unirse y publicar videos de su baile en las redes sociales. Según The Sun, llamó la atención no solo a los usuarios de habla rusa, sino también ganó fama mundial. Físicos, estudiantes, blogueros, veterinarios y muchos otros se unieron a la moda. Por primera vez, un grupo musical ruso generó un flashmob internacional. Hasta el 16 de diciembre de 2018, ya se habían publicado alrededor de 23 000 publicaciones en Instagram con el hashtag #SkibidiChallenge. 
Uno de los primeros en utilizar este flashmob fue Ivan Urgant en el programa de televisión Evening Urgant, el 12 de octubre de 2018. El flashmob contó con la presencia del equipo del espectáculo, los espectadores y el rapero Basta. En el video, Ivan Urgant caminó con un paso característico desde la entrada del centro de televisión Ostankino a su estudio, mientras lograba rasgar sus pantalones. Entre los particpantes notorios del reto se encontraron los jugadores de voleibol de KazanZenith,  el equipo juvenil del club de fútbol Real Madrid, el club de fútbol Salut de Belgorod, miembros del ejército ucraniano, los clubes de hockey Traktor de Cheliábinsk, Sibir de Novosibirsk, y Spartak de Moscú, el club de baloncesto Khimki de Moscú, los trabajadores de" Pyaterochka", los de la red de pizza "Dodo pizza", la estación de radio "Bim Radio" Kazan, los reality shows Casa-2 y otros. 

## Listas de éxitos
| Lista (2018)                                 | Posición más alta |
| -------------------------------------------- | ----------------- |
| Comunidad de Estados Independientes (Tophit) | 1                 |
| Rusia Top YouTube Hits (Tophit)              | 1                 |

## Premios y nominaciones
| Año  | Premios                         | Categoría                                 | Resultado | Refs.                |
| ---- | ------------------------------- | ----------------------------------------- | --------- | -------------------- |
| 2018 | Het Gala van de Gouden K's 2018 | Canción del año                           | Ganador   | [ 45 ] [ 46 ] [ 47 ] |
| 2019 | Premios ZD-2018                 | Tendencia del año                         | Nominado  | [ 1 ] [ 3 ]          |
| 2019 | Premios ZD-2018                 | Canción del año                           | Nominado  | [ 1 ] [ 3 ]          |
| 2019 | Chart Dozen                     | Mejor clip                                | Ganador   | [ 4 ]                |
| 2019 | Premio Muz-TV 2019              | Mejor video                               | Nominado  | [ 5 ] [ 48 ]         |
| 2019 | Premio Muz-TV 2019              | La mejor canción en un idioma extranjero. | Nominado  | [ 5 ] [ 48 ]         |